# Lijst van weg- en veldkapellen in Oss
Dit is een onvolledige lijst van veldkapellen in de gemeente Oss. Kapelletjes komen vooral in het zuiden van Nederland voor en werden dikwijls gebouwd ter verering van een heilige. 
Zoals ook elders in Nederland het geval is, variëren de objecten die onder de term "veldkapel" worden geschaard sterk in aard en afmeting. Het spectrum loopt in de gemeente Oss van kleine kerkjes waar meerdere mensen naar binnen kunnen (met als grootste in deze gemeente de Sint-Annakapel in Koolwijk), tot kleinere gemetselde 'heilige huisjes' waar slechts een raam of een hekje in zit (o.a. Herpen, Oijen en Teeffelen), tot slechts een standbeeld met een afdakje (Maren en Berghem).
| Kapel                                  | Adres                               | Plaats     | Bouwperiode | Architect | Foto              |
| -------------------------------------- | ----------------------------------- | ---------- | ----------- | --------- | ----------------- |
| Sint-Annakapel                         | Koolwijksestraat 5                  | Koolwijk   | 15e eeuw    |           | Meer afbeeldingen |
| Onze-Lieve-Vrouw der Zeven Weeënkapel  | Kapelstraat 53                      | Megen      | 1733        |           | Meer afbeeldingen |
| Sint-Antoniuskapel en Sint-Rochuskapel | Rondestraat 26                      | Deursen    | 1745        |           | Meer afbeeldingen |
| Sint-Sebastianuskapel                  | Aalstvoortsestraat                  | Herpen     | 18e eeuw    |           | Meer afbeeldingen |
| Sint-Annakapel                         | Kapelstraat                         | Megen      | 18e eeuw    |           | Meer afbeeldingen |
| Kerkhofkapel                           | Naast de kerk, Centrum              | Huisseling | 1869        |           | Meer afbeeldingen |
| Kerkhofkapel (Baarhuisje)              | Begraafplaats, Kerkstraat           | Haren      | Ca. 1900    |           | Meer afbeeldingen |
| Mariakapel Koningin van de Vrede       | Oude Pastoriestraat/Oude Kerkstraat | Maren      |             |           | Meer afbeeldingen |
| Mariabeeld                             | Molenweg/Langwijkstraat             | Lithoijen  | 1947        |           | Meer afbeeldingen |
| Mariakapel                             | Mr. van Coothstraat                 | Lith       | 1948        |           | Meer afbeeldingen |
| Mariakapel                             | Oijense Bovendijk/Kloosterstraat    | Oijen      | ca. 1950    |           | Meer afbeeldingen |
| Mariakapel                             | Singel                              | Teeffelen  | ca. 1950    |           | Meer afbeeldingen |
| Mariakapel                             | Achterstraat-Velmerweg              | Kessel     | 1950        |           | Meer afbeeldingen |
| Veldkapel                              | Veldstraat                          | Geffen     | 1953        |           | Meer afbeeldingen |
| Mariakapel                             | Zevenbergseweg-Rijsven              | Berghem    | 1957        |           | Meer afbeeldingen |
| Sint Odradakapel                       | Hoefstraat                          | Macharen   |             |           | Meer afbeeldingen |
| Sint-Annakapel                         | Gepkespad-Kerkpad                   | Herpen     | 2002        |           | Meer afbeeldingen |
| Sint-Rochuskapel                       | Wooijstraat                         | Herpen     | 2016        |           | Meer afbeeldingen |